# Lindsay Davenport
Lindsay Davenport (Palos Verdes, California, 8 de junio de 1976) es una extenista estadounidense ganadora de tres torneos de Grand Slam individual, tres de dobles y cinco de dobles mixtos. Además fue medalla de oro olímpica individual en los Juegos Olímpicos de Atlanta 1996 y una de las cinco mujeres (junto a Chris Evert, Martina Navrátilová, Steffi Graf y Serena Williams) que ha conseguido terminar como número uno del mundo por lo menos en cuatro ocasiones (1998, 2001, 2004 y 2005).
A lo largo de su carrera también ha ganado 55 títulos individuales y 37 de dobles. En enero de 2008 se convirtió en la jugadora profesional que más dinero había ganado a lo largo de su carrera.

## Biografía

### Datos personales
Lindsay Davenport es hija de Wink Davenport, que fue miembro del equipo estadounidense de voleibol que participó en los Juegos Olímpicos de México 1968, y de Ann Davenport. Asistió al colegio Chadwick en Palos Verdes, California y al instituto de Murrieta Valley en Murrieta, California.
Actualmente posee una casa en Irvine, California, cerca de Shady Canyon. En el año 2003 se casó con el banquero y antiguo tenista Jon Leach, hermano del también tenista Rick Leach. En 2006 abandonó momentáneamente el tenis para dar a luz a su hijo Jagger Jonatan, que nació el 10 de junio de 2007 en Newport Beach, California.

### 1991-1993
Disputó sus primeros partidos como profesional en 1991. Este año disputó la fase clasificatoria del Torneo de San Diego. En el OTB Open llegó hasta dieciseisavos y para terminar el año disputó una ronda del Abierto de Estados Unidos.
En 1992 llegó hasta semifinales del Masters de Miami y disputó bastantes torneos importantes entre ellos los Grand Slam de Wimbledon, Roland Garros y el Abierto de Estados Unidos. En dobles se adjudicó su primer título junto a Katie Schlukebir en el Masters de Miami, y junto a Chanda Rubin llegaron a las semifinales de Indianápolis y del OTB Open.
En 1993 tuvo un récord de 17-16 en partidos de dobles y entró en el ranking de las 100 mejores parejas mundiales. Junto a Werdel Witmeyer llegó a la final del Open Europeo disputando también con ella el Abierto de Estados Unidos y Roland Garros. Junto con Chanda Rubin disputó Wimbledon y el Abierto de Australia donde llegó a la tercera ronda.
Ese año llegó también a la tercera ronda del Abierto de Australia individual donde fue eliminada por Mary Pierce. En el Masters de Indian Wells llegó a cuartos de final donde fue eliminada por la número 7 del mundo Mary Joe Fernández. Después ganó su primer título individual (un Tier III), en el Open Europeo donde batió a Nicole Bradtke en tres sets. Disputó las semifinales del Torneo de Oakland donde cayó ante Martina Navrátilová en tres sets. También jugó los últimos Grand Slam de la temporada, Wimbledon y el Abierto de Estados Unidos donde llegó a la tercera y la cuarta ronda respectivamente.

### 1994
Lindsay ganó su primer torneo del año (y segundo de su carrera) en el Torneo de Brisbane, Australia. Después de esta victoria disputó el Abierto de Australia. En los cuartos de final eliminó a la número cinco del mundo, Mary Joe Fernández, pero perdió ante la número uno, Steffi Graf en dos sets, 6-3 y 6-2. Llegó también a semifinales del Masters de Indian Wells, del Masters de Miami (donde cayó otra vez ante Graf) y del Torneo de Amelia Island.
En el siguiente torneo ganó el título en Lucerna. En Wimbledon llegó otra vez hasta los cuartos de final. Eliminó a la número 10 del mundo Gabriela Sabatini, pero después no pudo derrotar a la número tres, la española Conchita Martínez, que finalmente ganó el título. A finales de año, llegó hasta las semifinales en el Torneo de Oakland y se clasificó para el WTA Tour Championships por primera vez en su carrera. En su primer partido ganó a Anke Huber, en cuartos a Jana Novotná y en semifinales a Mary Pierce, todas ellas vencidas en dos sets y se clasificó para la final. En ella se encontró con la argentina Gabriela Sabatini ante la que perdió en tres sets muy disputados.
En los dobles femeninos Lindsay ganó en el Masters de Indian Wells, junto a Lisa Raymond. Junto a ésta disputó también Roland Garros y llegó a la final, donde fueron derrotadas por Gigi Fernández y Natasha Zvereva. Más tarde, junto a Arantxa Sánchez Vicario, ganó el título en el Torneo de Oakland donde la pareja derrotó en la final a Gigi Fernández y Martina Navrátilová. En el resto de torneos, lo máximo que alcanzaron fue las semifinales en Filadelfia, Hilton Head y Amelia Island.

### 1995
Lindsay comenzó el año alcanzando la final del Torneo de Sídney, en la que perdió ante Gabriela Sabatini. En el siguiente torneo, el Abierto de Australia, cayó en cuartos.
En la final del Torneo de Tokio perdió ante Kimiko Date, pero se repuso ganándola en la final del siguiente torneo, el Torneo de Estrasburgo. No obstante, Davenport perdió de nuevo ante Date en la cuarta ronda de Roland Garros por 6-4, 6-3. Perdió igualmente en la cuarta ronda del Grand Slam de Wimbledon ante Mary Joe Fernández por 7-6(6), 6-1. En el último torneo del año, el Abierto de Estados Unidos, volvió a caer pronto, en la segunda ronda ante Zina Garrison Jackson por 6-1, 6-3.
En dobles femeninos junto a la checa Jana Novotná, comenzó el año ganando el Torneo de Sídney. Después junto a Lisa Raymond perdieron en las semifinales del primer Grand Slam, Australia, ante Gigi Fernández y Natasha Zvereva.
Con un nuevo cambio de pareja (Nicole Arendt) para el siguiente Grand Slam, Roland Garros, llegó hasta semifinales, donde fue eliminada ante Novotná y Arantxa Sánchez Vicario. Volvió a jugar junto a Raymond en el Grand Slam de Wimbledon, pero solo pudieron llegar a la primera ronda. En el Abierto de Estados Unidos junto a Raymond, otra vez, llegaron hasta la tercera ronda, donde fueron eliminadas por Lori McNeil y Helena Suková por 6-0, 6-2. A pesar de no ganar ningún Grand Slam ganó el torneo de Indian Wells junto a Raymond, y los torneos de Tokio y Estrasburgo junto a Mary Joe Fernández.

### 1996
Como es habitual en el comienzo de año, disputó el Torneo de Sídney donde perdió la final. En el siguiente torneo fue eliminada en la cuarta ronda, en el primer Grand Slam, Australia. Después perdió en semifinales del Masters de Indian Wells, ante la alemana Steffi Graf. En tierra ganó el Torneo de Estrasburgo pero no pudo pasar de los cuartos de final en Roland Garros donde perdió ante Conchita Martínez. Poco tiempo después ganó a Graf por primera vez en las semifinales del Torneo de Los Ángeles, donde venció en la final a Anke Huber para adjudicarse el título.
El verano de 1996 fue muy importante para Lindsay, porque fue elegida para disputar los Juegos Olímpicos de Atlanta 1996 con su país. En dicho torneo fue ganando ronda a ronda hasta llegar a la final en la cual se encontró a la española Arantxa Sánchez Vicario, a la cual ganó para adjudicarse la medalla de oro.
En los dobles femeninos hizo pareja con Mary Joe Fernández, con quien ganó el Torneo de Sídney y con quien llegó a la final del Abierto de Australia, donde perdieron ante Chanda Rubin y Sánchez-Vicario. En el siguiente Grand Slam, Roland Garros, ganaron el título derrotando a las favoritas, Gigi Fernández y Natasha Zvereva en la final. También ganaron los títulos de Oakland y el torneo de final de año, el WTA Tour Championships. Junto a Zvereva ganó en Los Ángeles.

### 1997
En el Abierto de Australia de 1997, fue eliminada en la cuarta ronda por Kimberly Po. Después ganó el Torneo de Oklahoma y el Masters de Indian Wells por primera vez. Además, ganó el Torneo de Amelia Island en Florida, pero en el torneo de Roland Garros perdió en la cuarta ronda ante Iva Majoli. En Wimbledon tampoco pudo alzarse con la victoria al ser derrotada por Denisa Chládková en la segunda ronda.
Disputó la final del Torneo de Los Ángeles pero fue derrotada por Mónica Seles después de vencer a Martina Hingis en las semifinales. Ganó el título de Atlanta pero no pudo hacer nada ante Hingis en el Abierto de Estados Unidos donde perdió en semifinales. Para terminar la temporada ganó el Torneo de Zúrich y el Torneo de Chicago. Además, alcanzó la final del Torneo de Filadelfia donde cayó de nuevo ante Hingis, por 7-5, 6-7(7) y 7-6(4).
En los dobles femeninos fue finalista en el Torneo de Sídney, junto a Natasha Zvereva, y en el Abierto de Australia junto a Lisa Raymond. Junto a la checa Jana Novotná se adjudicó el Abierto de Estados Unidos. También ganó los títulos de Tokio, Indian Wells, Amelia Island y Berlín.

### 1998
En este año, perdió en las semifinales del Abierto de Australia frente a Conchita Martínez. Después ganó el Torneo de Tokio por 6-3 y 6-3 a Martina Hingis, que era la número uno del mundo (Lindsay era las dos). Después de esa victoria ante la suiza, se volvieron a enfrentar en la final del Masters de Indian Wells y Davenport cayó derrotada, a pesar de vencer en las semifinales a Steffi Graf. En Miami perdió ante la rusa Anna Kournikova en los cuartos de final y en el Torneo de Amelia Island perdió ante Mary Pierce en las semifinales.
En el siguiente Grand Slam, Roland Garros, llegó hasta las semifinales donde cayó ante la española Arantxa Sánchez Vicario, que se proclamaría ganadora del torneo. En Wimbledon cayó ante Nathalie Tauziat en los cuartos de final pero consiguió una racha de victorias que la llevaron hasta el número 1 del ranking WTA al final de año. Ganó en el Torneo de Stanford, el Torneo de San Diego, el Torneo de Los Ángeles y como colofón el último Grand Slam de la temporada, el Abierto de Estados Unidos. Además, ganó el Torneo de Zúrich y llegó a la final de los torneos de Filadelfia y Filderstadt donde cayó ante Sandrine Testud. Para terminar el año, disputó el WTA Tour Championships y alcanzó la final ante Martina Hingis pero fue derrotada por 7-5, 6-4, 4-6 y 6-2.
En los dobles femeninos llegó junto a Natasha Zvereva a la final del Abierto de Australia pero perdieron ante Hingis y Mirjana Lučić. Poco después volvieron a perder ante la misma pareja en el torneo de Tokio. Un tiempo después se rehicieron para adjudicarse los títulos en Indian Wells y Berlín, derrotando en los dos torneos a Alexandra Fusai y Nathalie Tauziat. En Roland Garros, Wimbledon y el Abierto de Estados Unidos se volvieron a ver sorprendidas ante Hingis, esta vez con Jana Novotná como compañera. Lindsay y Zvereva llegaron a las cuatro finales de los Grand Slam y las cuatro veces fueron derrotadas por la suiza Hingis. Para terminar el año ganaron los torneos de San Diego, Stanford, Filderstadt y el último torneo del año, el WTA Tour Championships.

### 1999
Lindsay comenzó el año ganando el Torneo de Sídney. En el Abierto de Australia solo alcanzó las semifinales, donde fue derrotada por Amélie Mauresmo. En los siguientes cuatro torneos no consiguió pasar de los cuartos de final, pero se impuso en el Torneo de Madrid ante Paola Suárez. En el segundo Grand Slam fue derrotada por Steffi Graf pero se vengó derrotándola en la final de Wimbledon por 6-4 y 7-5. Después ganó en el Torneo de Stanford, como ya hizo el año anterior pero perdió en la final de New Haven. En las semifinales del Abierto de Estados Unidos también fue derrotada, en esta ocasión ante Serena Williams. Para terminar el año, ganó el Toyota Princess, el torneo de Filadelfia y se adjudicó el WTA Tour Championships vengándose por el año anterior, ante Martina Hingis.
En dobles junto a Zvereva perdieron la final del Abierto de Australia ante Martina Hingis y Anna Kournikova una vez más, pero se sobrepusieron ganando en Tokio, en Stanford, en San Diego y sobre todo en el Grand Slam de Wimbledon.

### 2000
Lindsay comenzó el año en el Torneo de Sídney y llegó hasta la final, en la que fue derrotada por Amelie Mauresmo. Este torneo la sirvió de preparación para el primer Grand Slam de la temporada, el Abierto de Australia en el cual consiguió adjudicarse la victoria final sin ceder ni un solo set en todo el torneo, derrotando en la final a la suiza Martina Hingis por 6-1 y 7-5. 
En este torneo y junto a Corina Morariu alcanzaron la semifinal de dobles pero perdieron ante Hingis y Mary Pierce.
En el Masters de Indian Wells en California, jugando el dobles con Morariu, ganó en semifinales a la suiza Hingis. Después en la final también derrotaron a la pareja formada por Anna Kournikova y Natasha Zvereva. Antes de disputar Roland Garros, Lindsay jugó en Miami en cuyo torneo perdió la final de nuevo ante Hingis. Ya en Francia fue eliminada en la primera ronda ante la número 22 del mundo, Dominique Van Roost en tres sets. Más adelante en el Torneo de Eastbourne también perdió ante Van Roost.
En Wimbledon alcanzó la final ante Venus Williams pero perdió por 6-3 y 7-6(3). Esta derrota, comenzó una serie negativa ante las hermanas Williams, ya que en la final del Torneo de Stanford volvió a perder ante Venus, en la final del Torneo de Los Ángeles perdió ante Serena y en la final del último Grand Slam, el Abierto de Estados Unidos, volvió a caer ante Venus.
Volvió a perder en el Torneo de Zúrich ante Hingis pero consiguió dos títulos consecutivos, el Torneo de Linz y el Torneo de Filadelfia.
Para terminar el año fue eliminada del WTA Tour Championships por Yelena Dementieva pero ayudó a la selección de Estados Unidos a ganar la Copa Federación ante España.

### 2001
Lindsay, ganó en 2001 ocho títulos individuales además de llegar como mínimo a cuartos de final en todos los torneos que disputó. Ganó los Torneos de Sídney, Tokio, Scottsdale, Eastbourne, Los Ángeles, Filderstadt, Zúrich y por último el Torneo de Linz.
También disputó la final del último torneo del año, el WTA Tour Championship. Sin embargo, en esta temporada no consiguió ninguna victoria en un Grand Slam, ya que fue eliminada en cuartos de final en el Abierto de Australia, en semifinales de Wimbledon y en cuartos de final en el Abierto de Estados Unidos.
En los dobles femeninos perdió la final del Abierto de Australia junto a Corina Morariu, ante las hermanas Williams. También ganó los títulos de dobles del Torneo de Filderstadt y del Torneo de Zúrich pero en esta ocasión junto a Lisa Raymond.

### 2002
Lindsay no pudo ganar ningún título este año. Jugó su primer torneo individual en julio, el Torneo de Stanford, en el cual perdió en las semifinales ante Kim Clijsters. Después, en el Torneo de San Diego, perdió también en semifinales ante Venus Williams por 6-2 y 6-1 y en el Torneo de Los Ángeles cayó en la final ante Chanda Rubin.
En su único Grand Slam de la temporada, el Abierto de Estados Unidos, cayó ante Serena Williams en semifinales. Para terminar el año perdió otras dos finales más, en el Torneo de Moscú ante Magdalena Maleeva y en el Torneo de Zúrich ante Patty Schnyder. Para terminar la temporada, disputó el WTA Tour Championships donde fue derrotada por Mónica Seles, por 3-6, 7-6(6) y 6-3.
En dobles, por lo menos, ganó el título de Filderstadt, en el cual jugó junto a Corina Morariu.

### 2003
Comenzó el año perdiendo la final del Torneo de Sídney ante la belga Kim Clijsters. También perdió, ante otra belga, (Justine Henin) por 7-5, 5-7 y 9-7, en el Abierto de Australia. Ganó el Torneo de Tokio y perdió otra vez con Clijsters en la final del Masters de Indian Wells. En Roland Garros perdió en los octavos de final ante Conchita Martínez después de retirarse por lesión. En Wimbledon fue eliminada en los cuartos de final y en el Abierto de Estados Unidos en las semifinales. A lo largo del año también llegó a las finales del Torneo de Amelia Island, el Torneo de Los Ángeles, y el Torneo de New Haven.
En los dobles femeninos jugó junto a Lisa Raymond siendo eliminadas de las semifinales del Abierto de Australia ante Serena Williams y su hermana Venus Williams. Ganaron el Masters de Indian Wells donde derrotaron a Clijsters y Ai Sugiyama. También ganaron el Torneo de Amelia Island ante Paola Suárez y Virginia Ruano Pascual y por último el Torneo de Eastbourne que ganaron a Jennifer Capriati y Magüi Serna. En Wimbledon llegaron a semifinales donde cayeron ante Clijsters y Sugiyama por 6-1, 0-6 y 6-4.

### 2004
Este año Lindsay comenzó la temporada perdiendo en Sídney en semifinales y en el Abierto de Australia en cuartos, en ambas ocasiones ante Justine Henin. A partir de ese momento llegó a cuatro finales de los siguientes cinco torneos: ganó el Torneo de Tokio ante la búlgara Magdalena Maleeva, perdió la final del Masters de Indian Wells ante Justine Henin, ganó la final del Torneo de Amelia Island y perdió ante Claudine Schaul la final del Torneo de Estrasburgo. En Roland Garros perdió ante Elena Dementieva y en Wimbledon cayó en semifinales ante la rusa María Sharápova.

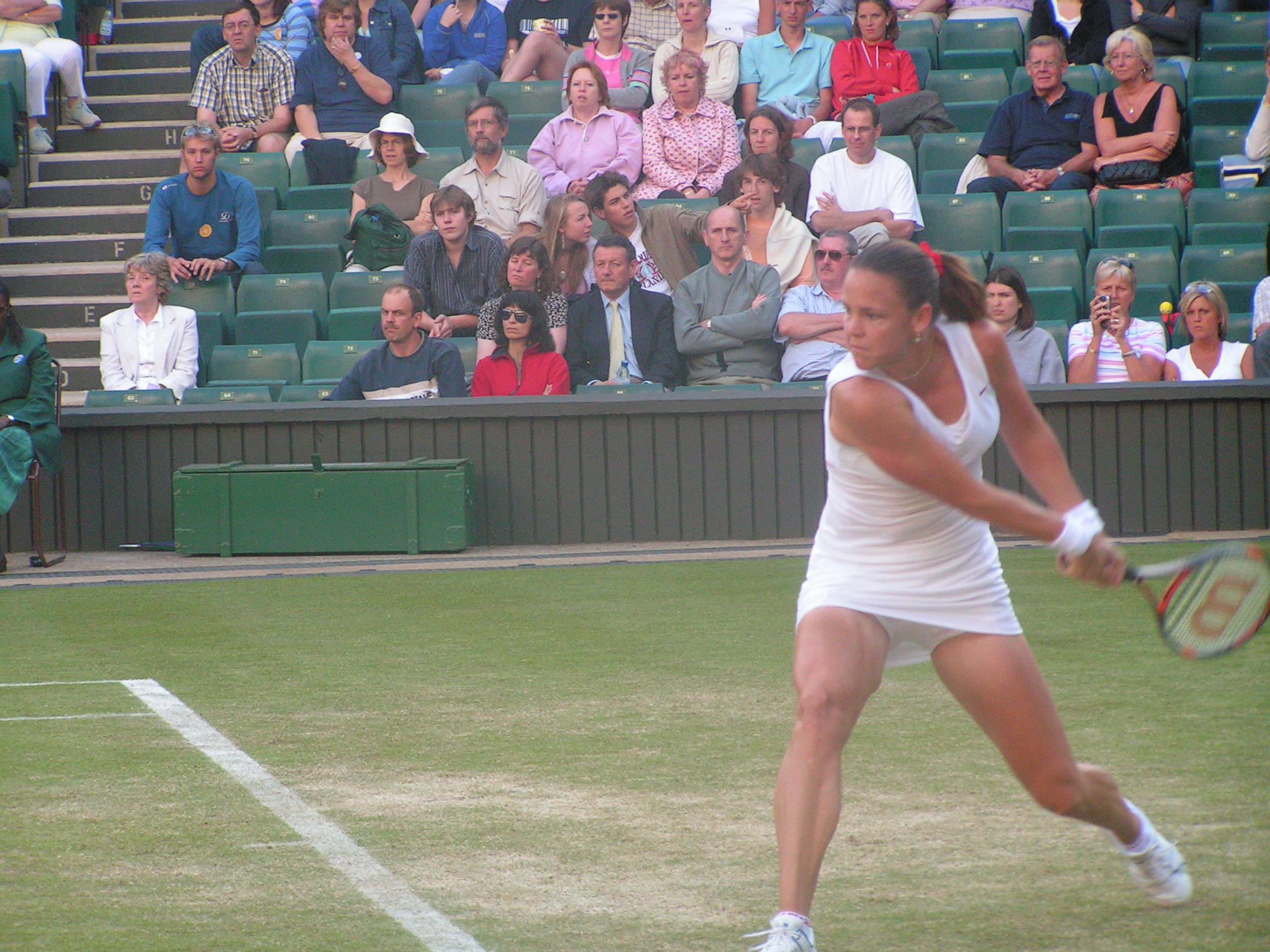
Davenport a punto de devolver una bola en el Wimbledon de 2004.

Después de estos reveses en los dos Grand Slam ganó los siguientes cuatro torneos que jugó, el Torneo de Stanford, el Torneo de Los Ángeles, el Torneo de San Diego y el Masters de Cincinnati. Sin embargo volvió a caer en un Grand Slam, el Abierto de Estados Unidos, en el cual no pudo superar las semifinales al perder contra la rusa Svetlana Kuznetsova.
En el Torneo de Filderstadt se alzó de nuevo con la victoria en la final ante Amelie Mauresmo. En los torneos de Moscú y el Masters femenino no ganó, aunque no la impidió terminar el año como número uno de la WTA por tercera vez en su carrera, además de ganar un total de 7 títulos y ser la jugadora con más victorias de la temporada con 63 encuentros.
Como anécdota, Lindsay derrotó a las hermanas Williams, Venus y Serena en las finales de Stanford y Los Ángeles respectivamente con los que consiguió romper una racha de derrotas que se remontaba hasta el año 2000.

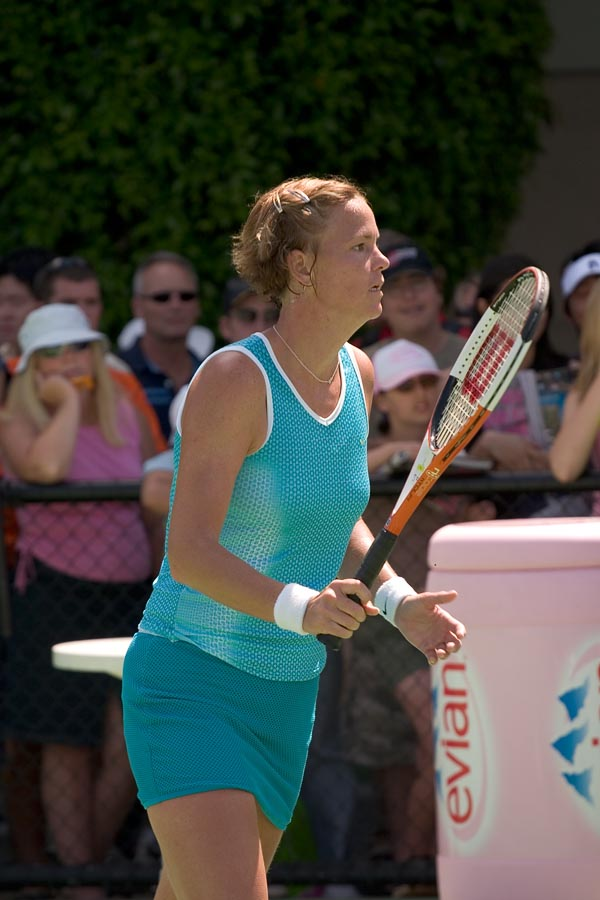
Lindsay Davenport en el Abierto de Australia de 2005.

### 2005
El éxito de Lindsay continuó en el 2005. Comenzó el año en Australia, donde llegó a la final, aunque perdió en tres sets ante la pequeña de las Williams, Serena. En el Masters de Indian Wells también llegó a la final, pero corrió distinta suerte, en esta ocasión ganó a la número tres del mundo María Sharápova, por 6-0, 6-0, en lo que fue la primera vez que una jugadora del top-3 caía en un torneo de la WTA sin ganar un solo juego.
Después no disputó ningún partido en tierra, hasta que llegó el siguiente Grand Slam, Roland Garros, donde derrotó en la cuarta ronda a la belga Kim Clijsters. Sin embargo, en los cuartos de final nada pudo hacer ante la francesa Mary Pierce.
En Wimbledon se volvió a enfrentar a Clijsters en cuarta ronda y la volvió a derrotar. En semifinales se encontró con la francesa Amélie Mauresmo pero su encuentro tuvo que ser interrumpido por la lluvia durante dos días. Cuando pudieron continuar el partido, Lindsay se impuso por 6-7, 7-6, 6-4 en una emocionante semifinal. En la última ronda la esperaba Venus Williams, en una final americana. Lindsay comenzó ganando el primer set 6-4 y en el segundo con 6-5 tuvo una bola de partido que desaprovechó perdiendo el segundo set por 7-6 y el último por 9-7, en la final más larga de la historia de Wimbledon. Posteriormente Lindsay afirmó que estando en el último set 4-2 (40-15) sufrió una lesión pero declaró que no fue ésta la causante de su derrota, si no la mentalidad de Venus.
Dicha lesión la apartó de la siguiente ronda de la Copa Federación y volvió a la competición para el Torneo de Stanford, donde volvió a lesionarse, forzando su retirada. Davenport volvió en agosto, donde ganó su primer torneo, en New Haven y llegó a los cuartos de final del Abierto de Estados Unidos ante Elena Dementieva, donde tuvo una bola de partido antes de caer por 7-6(6) en el último set.
Ganó después el Torneo de Bali, sin ceder ningún set y se clasificó directamente para el WTA Tour Championships. Ganó también el Torneo de Filderstadt donde derrotó a Mauresmo por segundo año consecutivo, lo que la convirtió en la décima mujer en conseguir 50 títulos individuales en su carrera. Ganó también el Torneo de Zúrich, donde derrotó en 1/16 a Daniela Hantuchová por 3-6, 7-5, 6-2 después de salvar dos bolas de partido, lo que la devolvió el número uno del mundo. En las siguientes rondas del torneo ganó a Francesca Schiavone, Anastasiya Myskina y a Patty Schnyder en la final por 7-6(5), 6-3 para adjudicarse su cuarto título en Zúrich y el sexto título del año.
En el último torneo del año en el WTA Tour Championships, venció en sus partidos ante Patty Schnyder y Nadia Petrova, pero perdió ante Sharápova en el grupo, y en la semifinal ante Pierce por 7-6(5) y 7-6(6). A pesar de ello, terminó el año siendo número 1 del mundo, uniéndose a Chris Evert, Martina Navrátilová, Steffi Graf y Mónica Seles como las únicas que lo consiguieron por lo menos en cuatro ocasiones.

### 2006
El 22 de febrero, Lindsay consiguió ser la octava mujer en la historia de la WTA en ganar 700 partidos individuales cuando ganó a Yelena Líjovtseva por 6-0 y 6-0 en la segunda ronda del Torneo de Dubái.
En marzo en el Masters de Indian Wells, Davenport perdió en la cuarta ronda ante la suiza Martina Hingis por 6-3, 1-6 y 6-2 y después de ese partido no volvió a jugar hasta agosto debido a una lesión. Volvió para jugar en el torneo de Los Ángeles en el que perdió en la segunda ronda ante Samantha Stosur por 6-7, 6-4 y 6-3, lo que significó la despedida más rápida de un torneo de Lindsay desde el año 2003.

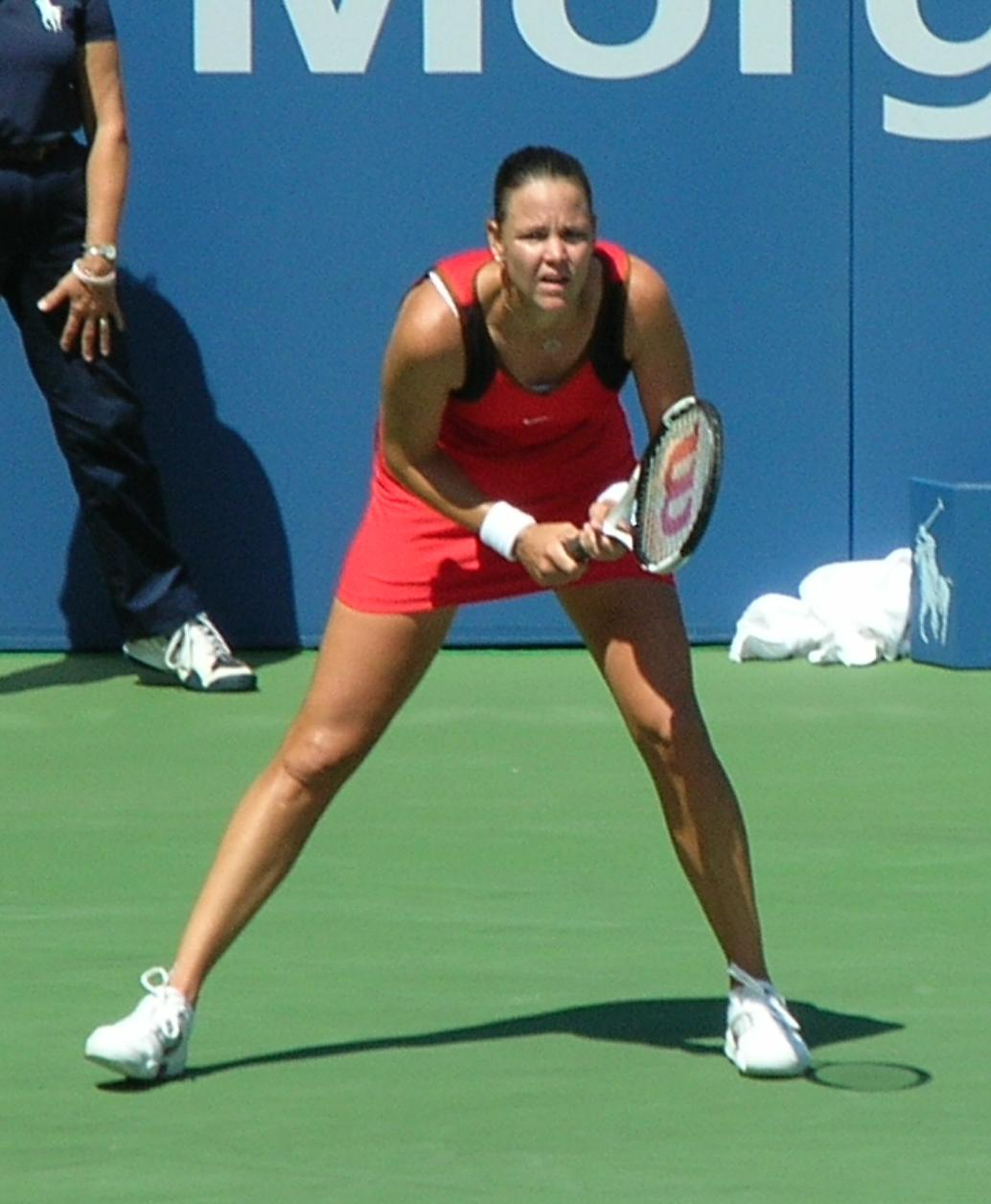
Davenport prepara el resto en el Abierto de Estados Unidos de 2006.

En el Torneo de New Haven, Lindsay derrotó a Amelie Mauresmo en los cuartos de final por 6-4 y 7-5, pero debido a una lesión se retiró en la final que jugaba ante Justine Henin. Pasada la lesión, retornó para el Abierto de Estados Unidos, en el cual fue eliminada otra vez ante Justine Henin en los cuartos de final por un doble 6-4. El último partido que jugó antes de anunciar su maternidad fue ante Amelie Mauresmo, en el Torneo de China, el cual perdió por 6-4 y 6-3.

### 2007
El 18 de julio de 2007 anunció su retorno a las pistas después de un tiempo sin jugar a causa de su maternidad. En su primer encuentro jugó con Lisa Raymond en los dobles de New Haven, donde perdieron en la primera ronda del torneo ante las favoritas Cara Black y Liezel Huber por 6-7(1), 6-3, 10-4.
En individuales Lindsay retornó en Bali donde ganó su primer título desde 2005. En dicho torneo ganó la final a Daniela Hantuchová, habiendo eliminado anteriormente a Jelena Janković, entre otras. En este mismo torneo junto a su compañera Daniela Hantuchová avanzaron hasta semifinales en el dobles femenino.
En su segundo torneo del año, Pekín, derrotó en los cuartos de final a la rusa Elena Dementieva por 7-6(1), 6-1 pero perdió en semifinales antes Jelena Janković por 6-3 y 7-5.
Su tercer torneo lo disputó en Quebec en Canadá. En este torneo derrotó a Vera Zvonareva en semifinales por 6-2, 6-7(3) y 6-3 y en la final se encontró con Julia Vakulenko, a la cual derrotó para adjudicarse su título 53 y ascender al puesto 73 del ranking de la WTA.

### 2008
A principios de año, fue seleccionada para jugar la primera ronda de la Copa Federación con su país ante Alemania. En su primera participación del año, en el torneo de Auckland en Nueva Zelanda, Lindsay se alzó con la victoria ganando en la final a Aravane Rezaï por 6-2 y 6-2 cediendo únicamente un set en todo el torneo. El Abierto de Australia fue el primer Grand Slam después de su maternidad. En él pasó a segunda ronda, donde fue eliminada por María Sharápova, aunque se convirtió así en la tenista que más dinero ha ganado de todos los tiempos.
A continuación, disputó la eliminatoria de la Copa Federación, ante Alemania donde perdió su primer partido pero ganó en dobles y su segundo partido individual para dar la clasificación a su país. En el torneo de Memphis en Estados Unidos, Lindsay se llevó el título arroyando a la bielorrusa Olga Govortsova por 6-2 6-1. También se adjudicó el título en dobles junto a Lisa Raymond. En los siguientes torneos, Indian Wells, Miami y Amelia Island fue derrotada en cuartos por Jelena Janković, en cuarta ronda por Dinara Sáfina y en semifinales por Sharápova respectivamente. En este último torneo no se presentó a las semifinales ante Sharápova al encontrarse enferma y no poder levantarse de la cama para disputar el partido. La estadounidense ha comunicado que no se presentará al segundo Grand Slam de la temporada, Roland Garros, por asuntos personales. Sin embargo jugó el tercer Grand Slam, Wimbledon, donde se enfrentó a Renata Voracova en la primera ronda y la ganó en tres sets, aunque perdió en el siguiente partido ante la argentina Gisela Dulko. En el Abierto de Estados Unidos superó dos rondas pero fue derrotada en la siguiente ante Marion Bartoli por 6-1 y 7-6(3).
Poco tiempo antes de comenzar los Juegos Olímpicos de Pekín 2008, anunció que no disputaría su eliminatoria individual ante Alicia Molik debido a unos problemas musculares, que ya la habían apartado del circuito desde junio. Sin embargo anunció la posible disputa de los dobles junto a Liezel Huber. Junto a Huber alcanzó los cuartos de final de los Juegos Olímpicos pero fueron eliminadas por las españolas Virginia Ruano y Anabel Medina. A finales de año, anunció su participación en el Abierto de Australia 2009, pero tuvo que retirarse debido a un segundo embarazo, dejando el tenis indefinidamente. El 30 de junio de 2009 se publicó que sería una niña.

### 2010
En su primer torneo tras el embarazo, compitió en los dobles mixtos en el Campeonato de Wimbledon 2010 junto a Bob Bryan, pero fueron derrotados por Daniel Nestor y Bethanie Mattek-Sands. Jugó junto a Liezel Huber en el Torneo de Stanford y ganaron el torneo tras ganar a Chan Yung-jan y Zheng Jie por 7–5, 6–7(8) y 10–8. Poco después volvió a jugar junto a Huben en el Torneo de San Diego, pero fueron derrotadas en los cuartos de final ante Bethanie Mattek-Sands y Yan Zi.

## Premios
- Nombrada en 1993 Rookie del Año por Tennis Magazine y por World Team Tennis.
- Campeona del mundo en dobles femenino en 1996 de la International Tennis Federation (ITF).
- Campeona del mundo en individual y dobles femenino en 1998 de la International Tennis Federation (ITF).
- Jugadora del año 1998 para Tennis Magazine.
- Jugadora del año 1998 y 1999 para la Women's Tennis Association WTA.
- Título Diamond ACES en 1998 y 1999.
- Atleta femenina del mes de julio de 1999 por el Comité Olímpico estadounidense después de ganar Wimbledon individual y en el dobles femenino.
- Ganadora del Prix Orange, votación de los periodistas en el Roland Garros del 2000.
- Ganadora del título de embajadora femenina del tenis en 2004, votación de la International Tennis Writers Association.

## Grand Slam individual

### Victorias (3)
| Año  | Torneo               | Oponente       | Resultado |
| 1998 | Abierto de EE. UU.   | Martina Hingis | 6-3, 7-5  |
| 1999 | Wimbledon            | Steffi Graf    | 6-4, 7-5  |
| 2000 | Abierto de Australia | Martina Hingis | 6-1, 7-5  |

### Finalista (4)
| Año  | Torneo               | Oponente        | Resultado        |
| 2000 | Wimbledon            | Venus Williams  | 3-6, 6-7(3)      |
| 2000 | Abierto de EE. UU.   | Venus Williams  | 4-6, 5-7         |
| 2005 | Abierto de Australia | Serena Williams | 6-2, 3-6, 0-6    |
| 2005 | Wimbledon            | Venus Williams  | 6-4, 6-7(4), 7-9 |

## Grand Slam dobles

### Victorias (3)
| Año  | Campeonato     | Compañera          | Rivales                           | Marcador |
| 1996 | Roland Garros  | Mary Joe Fernández | Gigi Fernández Natasha Zvereva    | 6-2, 6-1 |
| 1997 | Estados Unidos | Jana Novotná       | Gigi Fernández Natasha Zvereva    | 6-3, 6-4 |
| 1999 | Wimbledon      | Corina Morariu     | Mariaan de Swardt Elena Tatarkova | 6-4, 6-4 |

### Finalista (10)
|      | Campeonato        | Compañera          | Rivales                              | Marcador      |
| 1994 | Roland Garros     | Lisa Raymond       | Gigi Fernández Natasha Zvereva       | 6-2, 6-2      |
| 1996 | Australia         | Mary Joe Fernández | Chanda Rubin Arantxa Sánchez Vicario | 7-5, 2-6, 6-4 |
| 1997 | Australia (2)     | Lisa Raymond       | Martina Hingis Natasha Zvereva       | 6-2, 6-2      |
| 1998 | Australia (3)     | Natasha Zvereva    | Martina Hingis Mirjana Lucic         | 6-4, 2-6, 6-3 |
| 1998 | Roland Garros (2) | Natasha Zvereva    | Martina Hingis Jana Novotná          | 6-1, 7-6      |
| 1998 | Wimbledon         | Natasha Zvereva    | Martina Hingis Jana Novotná          | 6-3, 3-6, 8-6 |
| 1998 | Estados Unidos    | Natasha Zvereva    | Martina Hingis Jana Novotná          | 6-3, 6-7 7-6  |
| 1999 | Australia (4)     | Natasha Zvereva    | Martina Hingis Anna Kournikova       | 7-5, 6-3      |
| 2001 | Australia (5)     | Corina Morariu     | Serena Williams Venus Williams       | 1-6 6-0 6-0   |
| 2005 | Australia (6)     | Corina Morariu     | Svetlana Kuznetsova Alicia Molik     | 6-3, 6-4      |

## Títulos WTA (55)
| Resumen)                   |
| Grand Slam (3)             |
| WTA Tour Championships (1) |
| Oro olímpico (1)           |
| Tier I (11)                |
| Tier II (26)               |
| Tier III (12)              |
| Tier IV (1)                |

| Títulos por superficie |
| Cemento (33)           |
| Tierra (8)             |
| Hierba (2)             |
| Moqueta (11)           |

| N.º . | Fecha      | Torneo               | Superficie | Rival                   | Marcador            |
| 1.    | 1993-05-17 | Lucerna              | Tierra     | Nicole Bradtke          | 6-0 6-0             |
| 2.    | 1994-01-03 | Brisbane             | Cemento    | Florencia Labat         | 6-1, 0-6 6-0        |
| 3.    | 1994-05-16 | Lucerna              | Tierra     | Lisa Raymond            | 7-6(3), 6-4         |
| 4.    | 1995-05-22 | Estrasburgo          | Tierra     | Kimiko Date             | 3-6, 6-1, 6-2       |
| 5.    | 1996-05-20 | Estrasburgo          | Tierra     | Barbara Paulus          | 6-3, 7-6(6)         |
| 6.    | 1996-07-22 | JJ. OO. Atlanta 1996 | Cemento    | Arantxa Sánchez Vicario | 7-6(6), 6-2         |
| 7.    | 1996-08-12 | Los Ángeles          | Cemento    | Anke Huber              | 6-2, 6-3            |
| 8.    | 1997-02-17 | Oklahoma City        | Cemento    | Lisa Raymond            | 6-4, 6-2            |
| 9.    | 1997-03-03 | Indian Wells         | Cemento    | Irina Spîrlea           | 6-2, 6-1            |
| 10.   | 1997-04-07 | Amelia Island        | Tierra     | Mary Pierce             | 6-2, 6-3            |
| 11.   | 1997-08-18 | Atlanta              | Cemento    | Sandrine Testud         | 6-4, 6-1            |
| 12.   | 1997-10-13 | Zúrich               | Moqueta    | Nathalie Tauziat        | 7-6(3), 7-5         |
| 13.   | 1997-11-03 | Chicago              | Moqueta    | Nathalie Tauziat        | 6-0, 7-5            |
| 14.   | 1998-02-02 | Tokio (Pacífico)     | Moqueta    | Martina Hingis          | 6-3, 6-3            |
| 15.   | 1998-07-27 | Stanford             | Cemento    | Venus Williams          | 6-4, 5-7, 6-4       |
| 16.   | 1998-08-03 | San Diego            | Cemento    | Mary Pierce             | 6-3, 6-1            |
| 17.   | 1998-08-10 | Los Ángeles          | Cemento    | Martina Hingis          | 4-6, 6-4, 6-3       |
| 18.   | 1998-08-31 | Abierto de EE.UU.    | Cemento    | Martina Hingis          | 6-3, 7-5            |
| 19.   | 1998-10-12 | Zúrich               | Moqueta    | Venus Williams          | 7-5, 6-3            |
| 20.   | 1999-01-11 | Sídney               | Cemento    | Martina Hingis          | 6-4, 6-3            |
| 21.   | 1999-05-17 | Madrid               | Tierra     | Paola Suárez            | 6-1, 6-3            |
| 22.   | 1999-06-21 | Wimbledon            | Hierba     | Steffi Graf             | 6-4, 7-5            |
| 23.   | 1999-07-26 | Stanford             | Cemento    | Venus Williams          | 7-6(1), 6-2         |
| 24.   | 1999-09-20 | Tokio (Princess)     | Cemento    | Mónica Seles            | 7-5, 7-6(1)         |
| 25.   | 1999-11-08 | Filadelfia           | Moqueta    | Martina Hingis          | 6-3, 6-4            |
| 26.   | 1999-11-15 | Tour Championships   | Moqueta    | Martina Hingis          | 6-4, 6-2            |
| 27.   | 2000-01-17 | Abierto de Australia | Cemento    | Martina Hingis          | 6-1, 7-5            |
| 28.   | 2000-03-06 | Indian Wells         | Cemento    | Martina Hingis          | 4-6, 6-4, 6-0       |
| 29.   | 2000-10-16 | Linz                 | Moqueta    | Venus Williams          | 6-4, 3-6, 6-2       |
| 30.   | 2000-11-06 | Filadelfia           | Moqueta    | Martina Hingis          | 7-6(7), 6-4         |
| 31.   | 2001-01-29 | Tokio (Pacífico)     | Moqueta    | Martina Hingis          | 6-7(4), 6-4, 6-2    |
| 32.   | 2001-02-26 | Scottsdale           | Cemento    | Meghann Shaughnessy     | 6-2, 6-3            |
| 33.   | 2001-06-18 | Eastbourne           | Hierba     | Magüi Serna             | 6-2, 6-0            |
| 34.   | 2001-08-06 | Los Ángeles          | Cemento    | Mónica Seles            | 6-3, 7-5            |
| 35.   | 2001-10-08 | Filderstadt          | Cemento    | Justine Henin-Hardenne  | 7-5, 6-4            |
| 36.   | 2001-10-15 | Zúrich               | Cemento    | Jelena Dokić            | 6-3, 6-1            |
| 37.   | 2001-10-22 | Linz                 | Cemento    | Jelena Dokić            | 6-4, 6-1            |
| 38.   | 2003-01-27 | Tokio (Pacífico)     | Moqueta    | Mónica Seles            | 6-7(6), 6-1, 6-2    |
| 39.   | 2004-02-02 | Tokio (Pacífico)     | Moqueta    | Magdalena Maleeva       | 6-4, 6-1            |
| 40.   | 2004-04-05 | Amelia Island        | Tierra     | Amélie Mauresmo         | 6-4, 6-4            |
| 41.   | 2004-07-12 | Stanford             | Cemento    | Venus Williams          | 7-6(4), 5-7, 7-6(4) |
| 42.   | 2004-07-19 | Los Ángeles          | Cemento    | Serena Williams         | 6-1, 6-3            |
| 43.   | 2004-07-26 | San Diego            | Cemento    | Anastasiya Myskina      | 6-1, 6-1            |
| 44.   | 2004-08-16 | Cincinnati           | Cemento    | Vera Zvonareva          | 6-3, 6-2            |
| 45.   | 2004-10-04 | Filderstadt          | Cemento    | Amélie Mauresmo         | 6-2 retirada        |
| 46.   | 2005-03-05 | Dubái                | Cemento    | Jelena Janković         | 6-4, 3-6, 6-4       |
| 47.   | 2005-04-04 | Amelia Island        | Tierra     | Silvia Farina Elia      | 7-5, 7-5            |
| 48.   | 2005-08-20 | New Haven            | Cemento    | Amélie Mauresmo         | 6-4, 6-4            |
| 49.   | 2005-09-13 | Bali                 | Cemento    | Francesca Schiavone     | 6-2, 6-4            |
| 50.   | 2005-10-03 | Filderstadt          | Cemento    | Amélie Mauresmo         | 6-2, 6-4            |
| 51.   | 2005-10-23 | Zúrich               | Cemento    | Patty Schnyder          | 7-6(5), 6-3         |
| 52.   | 2007-09-16 | Bali                 | Cemento    | Daniela Hantuchová      | 6-4, 3-6, 6-2       |
| 53.   | 2007-11-04 | Quebec               | Cemento    | Julia Vakulenko         | 6-4, 6-1            |
| 54.   | 2008-01-05 | Auckland             | Cemento    | Aravane Rezai           | 6-2, 6-2            |
| 55.   | 2008-03-02 | Memphis              | Cemento    | Olga Govortsova         | 6-2 6-1             |

## Títulos de dobles del WTA Tour (37)
| Resumen)                   |
| WTA Tour Championships (3) |
| Grand Slam (3)             |
| Tier I (9)                 |
| Tier II (19)               |
| Tier III (2)               |
| Tier IV & V (0)            |

| Títulos por superficie |
| Cemento (22)           |
| Tierra (6)             |
| Hierba (2)             |
| Moqueta (6)            |

| N.º | Fecha      | Torneo                                      | Superficie | Compañera          | Rivales                                 | Marcador          |
| --- | ---------- | ------------------------------------------- | ---------- | ------------------ | --------------------------------------- | ----------------- |
| 1.  | 1994-02-27 | Masters de Indian Wells, EE. UU.            | Cemento    | Lisa Raymond       | Manon Bollegraf Helena Suková           | 6-2, 6-4          |
| 2.  | 1994-11-06 | Oakland, EE. UU.                            | Moqueta    | Lisa Raymond       | Gigi Fernández Natasha Zvereva          | 6-2, 6-3          |
| 3.  | 1995-01-15 | Sídney, Australia                           | Cemento    | Jana Novotná       | Patty Fendick Mary Joe Fernández        | 7-5, 2-6, 6-4     |
| 4.  | 1995-03-05 | Indian Wells, EE. UU.                       | Cemento    | Lisa Raymond       | Arantxa Sánchez Vicario Larisa Neiland  | 2-6, 6-4, 6-3     |
| 5.  | 1995-05-28 | Estrasburgo, Francia                        | Tierra     | Mary Joe Fernández | Sabine Appelmans Miriam Oremans         | 6-2, 6-3          |
| 6.  | 1995-09-24 | Tokio (Nichirei), Japón                     | Cemento    | Mary Joe Fernández | Amanda Coetzer Linda Wild               | 6-3, 6-2          |
| 7.  | 1996-01-14 | Sídney, Australia                           | Cemento    | Mary Joe Fernández | Lori McNeil Helena Sukova               | 6-3, 6-3          |
| 8.  | 1996-06-09 | 'Roland Garros', París, Francia             | Tierra     | Mary Joe Fernández | Gigi Fernández Natasha Zvereva          | 6-2, 6-1          |
| 9.  | 1996-08-18 | Los Ángeles, EE. UU.                        | Cemento    | Natasha Zvereva    | Amy Frazier Kimberly Po                 | 6-1, 6-4          |
| 10. | 1996-11-10 | Oakland, EE. UU.                            | Cemento    | Mary Joe Fernández | Irina Spîrlea Nathalie Tauziat          | 6-1, 6-3          |
| 11. | 1996-11-24 | WTA Tour Championships, Nueva York, EE. UU. | Moqueta    | Mary Joe Fernández | Jana Novotná Arantxa Sánchez-Vicario    | 6-3, 6-2          |
| 12. | 1997-02-02 | Tokio (Pan Pacífico), Japón                 | Moqueta    | Natasha Zvereva    | Gigi Fernández Martina Hingis           | 6-4, 6-3          |
| 13. | 1997-03-16 | Indian Wells, EE. UU.                       | Cemento    | Natasha Zvereva    | Lisa Raymond Nathalie Tauziat           | 6-3, 6-2          |
| 14. | 1997-04-13 | Amelia Island, EE. UU.                      | Tierra     | Jana Novotná       | Nicole Arendt Manon Bollegraf           | 6-3, 6-0          |
| 15. | 1997-05-18 | Berlín, Alemania                            | Tierra     | Jana Novotná       | Gigi Fernández Natasha Zvereva          | 6-2, 3-6, 6-2     |
| 16. | 1997-07-27 | Stanford, EE. UU.                           | Cemento    | Martina Hingis     | Conchita Martínez Patricia Tarabini     | 6-1, 6-3          |
| 17. | 1997-09-07 | Estados Unidos, Nueva York, EE. UU.         | Cemento    | Jana Novotná       | Gigi Fernández Natasha Zvereva          | 6-3, 6-4          |
| 18. | 1997-11-23 | Chase Championships, Nueva York, EE. UU.    | Moqueta    | Jana Novotná       | Alexandra Fusai Nathalie Tauziat        | 6-7, 6-3, 6-2     |
| 19. | 1998-03-15 | Indian Wells, EE. UU.                       | Cemento    | Natasha Zvereva    | Alexandra Fusai Nathalie Tauziat        | 6-4, 2-6, 6-4     |
| 20. | 1998-05-17 | Berlín, Alemania                            | Tierra     | Natasha Zvereva    | Alexandra Fusai Nathalie Tauziat        | 6-3, 6-0          |
| 21. | 1998-08-21 | Stanford, EE. UU.                           | Cemento    | Natasha Zvereva    | Larisa Neiland Elena Tatarkova          | 6-4, 6-4          |
| 22. | 1998-08-09 | San Diego, EE. UU.                          | Cemento    | Natasha Zvereva    | Alexandra Fusai Nathalie Tauziat        | 6-2, 6-1          |
| 23. | 1998-10-11 | Filderstadt, Alemania                       | Cemento    | Natasha Zvereva    | Anna Kournikova Arantxa Sánchez-Vicario | 6-4, 6-2          |
| 24. | 1998-11-22 | Chase Championships, Nueva York, EE. UU.    | Moqueta    | Jana Novotná       | Alexandra Fusai Nathalie Tauziat        | 6-7, 7-5, 6-3     |
| 25. | 1999-02-07 | Tokio (Pan Pacífico), Japón                 | Moqueta    | Natasha Zvereva    | Jana Novotná Martina Hingis             | 6-2, 6-3          |
| 26. | 1999-07-04 | Wimbledon, Londres, Inglaterra              | Hierba     | Corina Morariu     | Mariaan de Swardt Elena Tatarkova       | 6-4, 6-4          |
| 27. | 1999-08-01 | Stanford, EE. UU.                           | Cemento    | Corina Morariu     | Anna Kúrnikova Yelena Líjovtseva        | 6-4, 6-4          |
| 28. | 1999-08-08 | San Diego, EE. UU.                          | Cemento    | Corina Morariu     | Venus Williams Serena Williams          | 6-4, 6-1          |
| 29. | 2000-03-19 | Indian Wells, EE. UU.                       | Cemento    | Corina Morariu     | Anna Kúrnikova Natasha Zvereva          | 6-2, 6-3          |
| 30. | 2001-10-14 | Filderstadt, Alemania                       | Cemento    | Lisa Raymond       | Justine Henin Meghann Shaughnessy       | 6-4, 6-7, 7-5     |
| 31. | 2001-10-21 | Zúrich, Suiza                               | Cemento    | Lisa Raymond       | Sandrine Testud Roberta Vinci           | 6-3, 2-6, 6-2     |
| 32. | 2002-10-13 | Zúrich, Suiza                               | Cemento    | Lisa Raymond       | Paola Suárez Meghann Shaughnessy        | 6-2, 6-4          |
| 33. | 2003-03-15 | Indian Wells, EE. UU.                       | Cemento    | Lisa Raymond       | Kim Clijsters Ai Sugiyama               | 3-6, 6-4, 6-1     |
| 34. | 2003-04-20 | Amelia Island, EE. UU.                      | Tierra     | Lisa Raymond       | Virginia Ruano Pascual Paola Suárez     | 7-5, 6-2          |
| 35. | 2003-06-21 | Eastbourne, Inglaterra                      | Hierba     | Lisa Raymond       | Jennifer Capriati Magüi Serna           | 6-3, 6-2          |
| 36. | 2006-09-17 | Bali, Indonesia                             | Cemento    | Corina Morariu     | Natalie Grandin Trudi Musgrave          | 6-3, 6-4          |
| 37. | 2008-03-02 | Memphis                                     | Cemento    | Lisa Raymond       | Angela Haynes Mashona Washington        | 6-3, 6-1          |
| 38. | 2010-08-01 | Torneo de Stanford                          | Cemento    | Liezel Huber       | Chan Yung-jan Zheng Jie                 | 7–5, 6–7(8), 10–8 |

## Estadísticas
Actualizada por última vez el 4 de febrero del 2008 después de la Copa Federación.
| Torneo               | 1991  | 1992  | 1993  | 1994  | 1995  | 1996  | 1997  | 1998  | 1999  | 2000  | 2001  | 2002  | 2003  | 2004  | 2005  | 2006  | 2007  | 2008  | Carrera | Carrera V-D |
| -------------------- | ----- | ----- | ----- | ----- | ----- | ----- | ----- | ----- | ----- | ----- | ----- | ----- | ----- | ----- | ----- | ----- | ----- | ----- | ------- | ----------- |
| Abierto de Australia | A     | A     | 3R    | CF    | CF    | 4R    | 4R    | SF    | SF    | G     | SF    | A     | 4R    | CF    | F     | CF    | A     | 2R    | 1 / 14  | 56-13       |
| Roland Garros        | A     | A     | 1R    | 3R    | 4R    | CF    | 4R    | SF    | CF    | 1R    | A     | A     | 4R    | 4R    | CF    | A     | A     | A     | 0 / 11  | 31-11       |
| Wimbledon            | A     | A     | 3R    | CF    | 4R    | 2R    | 2R    | CF    | G     | F     | SF    | A     | CF    | SF    | F     | A     | A     | 2R    | 1 / 12  | 49-12       |
| Estados Unidos       | 1R    | 2R    | 4R    | 3R    | 2R    | 4R    | SF    | G     | SF    | F     | CF    | SF    | SF    | SF    | CF    | CF    | A     | 3R    | 1 / 17  | 62-16       |
| Grand Slam           | 0 / 1 | 0 / 1 | 0 / 4 | 0 / 4 | 0 / 4 | 0 / 4 | 0 / 4 | 1 / 4 | 1 / 4 | 1 / 4 | 0 / 3 | 0 / 1 | 0 / 4 | 0 / 4 | 0 / 4 | 0 / 2 | 0 / 0 | 0 / 3 | 3 / 55  | N/A         |
| Grand Slam V-D       | 0-1   | 1-1   | 7-4   | 12-4  | 11-4  | 11-4  | 12-4  | 21-3  | 21-3  | 19-3  | 14-3  | 5-1   | 15-4  | 17-4  | 20-4  | 8-2   | 0-0   | 4-3   | N/A     | 198-52      |
| Torneo WTA           | A     | A     | A     | F     | 1R    | CF    | 1R    | F     | G     | 1R    | F     | 1R    | A     | RR    | SF    | A     | A     |       | 1 / 11  | 18-11       |
| Doha1                | -     | -     | -     | -     | -     | -     | -     | -     | -     | -     | -     | -     | -     | -     | -     | -     | -     |       | 0 / 0   | 0-0         |
| Indian Wells         | -     | -     | -     | -     | -     | SF    | G     | F     | 2R    | G     | CF    | A     | F     | F     | F     | 4R    | A     | QF    | 2 / 11  | 40–9        |
| Miami                | A     | 2R    | 2R    | SF    | 4R    | SF    | 4R    | CF    | CF    | F     | CF    | A     | 4R    | A     | A     | A     | A     | 4R    | 0 / 12  | 32–12       |
| Charleston           | A     | A     | 2R    | CF    | A     | A     | CF    | CF    | A     | A     | A     | A     | SF    | CF    | CF    | A     | A     |       | 0 / 7   | 14-7        |
| Berlín               | A     | A     | A     | A     | A     | A     | 2R    | 3R    | A     | A     | A     | A     | A     | A     | A     | A     | A     |       | 0 / 2   | 1-2         |
| Roma                 | A     | A     | A     | A     | A     | A     | A     | A     | A     | 3R    | A     | A     | A     | A     | A     | A     | A     |       | 0 / 1   | 1-1         |
| San Diego1           | -     | -     | -     | -     | -     | -     | -     | -     | -     | -     | -     | -     | -     | G     | A     | A     | A     | -     | 1 / 1   | 5-0         |
| Montreal/Toronto     | A     | A     | A     | A     | A     | A     | CF    | A     | A     | 3R    | A     | A     | A     | A     | A     | A     | A     |       | 0 / 2   | 3-2         |
| Tokio                | -     | -     | A     | A     | F     | CF    | CF    | G     | CF    | A     | G     | A     | G     | G     | F     | A     | A     |       | 4 / 9   | 27-5        |
| Moscú                | -     | -     | -     | -     | -     | -     | A     | A     | A     | A     | A     | F     | A     | SF    | A     | A     | A     |       | 0 / 2   | 5-2         |
| Zúrich1              | -     | -     | A     | A     | A     | A     | G     | G     | A     | F     | G     | F     | A     | A     | G     | A     | A     | -     | 4 / 6   | 22-2        |
| Filadelfia           | -     | -     | 2R    | 2R    | A     | -     | -     | -     | -     | -     | -     | -     | -     | -     | -     | -     | -     | -     | 0 / 2   | 2-2         |
| Torneos disputados   | 3     | 11    | 16    | 17    | 15    | 18    | 22    | 21    | 19    | 19    | 17    | 9     | 16    | 17    | 16    | 8     | 3     | 6     | N/A     | 254         |
| Finales jugadas      | 0     | 0     | 1     | 3     | 3     | 4     | 8     | 10    | 8     | 12    | 11    | 4     | 6     | 9     | 10    | 1     | 2     | 2     | N/A     | 94          |
| Torneos Ganados      | 0     | 0     | 1     | 2     | 1     | 3     | 6     | 6     | 7     | 4     | 7     | 0     | 1     | 7     | 6     | 0     | 2     | 2     | N/A     | 55          |
| Dura V-D             | 3-3   | 6-6   | 23-8  | 21-5  | 15-8  | 29-6  | 32-8  | 38-8  | 34-7  | 41-8  | 49-8  | 18-6  | 29-10 | 39-4  | 38-6  | 19-7  | 13-1  | 17–4  | N/A     | 473–114     |
| Tierra V-D           | 0-0   | 8-5   | 8-3   | 12-4  | 8-1   | 9-1   | 10-4  | 11-4  | 9-2   | 1-1   | 0-0   | 0-0   | 10-3  | 13-3  | 11-2  | 0-0   | 0-0   | 4–0   | N/A     | 122–35      |
| Hierba V-D           | 0-0   | 0-1   | 2-2   | 4-1   | 3-1   | 2-2   | 1-1   | 4-1   | 7-0   | 7-2   | 9-1   | 0-0   | 4-2   | 5-1   | 6-1   | 0-0   | 0-0   | 0-0   | N/A     | 54-16       |
| Carpeta V-D          | 0-0   | 0-0   | 3-2   | 7-4   | 5-3   | 7-6   | 14-3  | 14-2  | 9-1   | 8-1   | 4-0   | 6-3   | 4-0   | 6-1   | 3-1   | 2-1   | 0-0   | 0-0   | N/A     | 101–28      |
| Total V-D            | 3-3   | 14-12 | 36-15 | 44-14 | 31-13 | 47-15 | 57-16 | 67-15 | 59-10 | 57-12 | 62-9  | 24-9  | 47-15 | 63-9  | 58-10 | 21-8  | 13-1  | 21-4  | N/A     | 750-1932    |
| Ranking final        | 339   | 159   | 20    | 6     | 12    | 9     | 3     | 1     | 2     | 2     | 1     | 12    | 5     | 1     | 1     | 25    | 73    |       | N/A     | N/A         |

- A = no participó en el torneo.
- G = ganadora del torneo
- F = finalista
- SF = semifinalista
- CF = cuartos de final
- V-D = victorias-derrotas
- PC = perdido en clasificatoria
- 1Doha sustituye al Torneo de San Diego y al Torneo de Zúrich como Tier I.
- 2Incluyendo el circuito ITF de mujeres (Dura: 3-1) y la Copa Federación (24-3) el total de victorias-derrotas es 744-190.